# Marielle Thompson
Marielle Thompson (ur. 15 czerwca 1992 w North Vancouver) – kanadyjska narciarka dowolna, specjalizująca się w skicrossie, dwukrotna medalistka igrzysk olimpijskich i trzykrotna medalistka mistrzostw świata.

## Kariera
Po raz pierwszy na arenie międzynarodowej pojawiła się 14 lutego 2009 roku w Rossland, gdzie w zawodach FIS Race była najlepsza w skicrossie. W 2013 roku zdobyła złoty medal w tej samej konkurencji podczas mistrzostw świata juniorów w Valmalenco.
W Pucharze Świata zadebiutowała 18 grudnia 2010 roku w Innichen, gdzie zajęła 21. miejsce. Tym samym już w swoim debiucie wywalczyła pierwsze pucharowe punkty. Na podium zawodów tego cyklu po raz pierwszy stanęła 17 grudnia 2011 roku w tej samej miejscowości, kończąc rywalizację na trzeciej pozycji. W zawodach tych wyprzedziły ją tylko jej rodaczka, Kelsey Serwa i Sanna Lüdi ze Szwajcarii. Najlepsze wyniki osiągnęła w sezonach 2011/2012 i 2016/2017, kiedy to zajmowała trzecie miejsce w klasyfikacji generalnej, a w klasyfikacji skicrossu wywalczyła Małą Kryształową Kulę. Ponadto w sezonie 2013/2014 także zwyciężyła w klasyfikacji skicrossu, w sezonie 2015/2016 zajęła w niej drugie miejsce, a w sezonach 2018/2019, 2020/2021 i 2021/2022 była trzecia.
W 2013 roku wystartowała na mistrzostwach świata w Voss, gdzie zdobyła srebrny medal, przegrywając jedynie ze Szwajcarką Fanny Smith. Na rozgrywanych rok później igrzyskach olimpijskich w Soczi wywalczyła złoty medal, wyprzedzając Kelsey Serwę i Annę Holmlund ze Szwecji. Następnie wywalczyła złoty medal na mistrzostwach świata w Solitude w 2019 roku. Ponadto zajęła drugie miejsce podczas igrzysk olimpijskich w Pekinie w 2022 roku.

## Osiągnięcia

### Igrzyska olimpijskie
| Miejsce | Dzień     | Rok  | Miejscowość | Konkurencja | Zwyciężczyni   |
| ------- | --------- | ---- | ----------- | ----------- | -------------- |
| 1.      | 21 lutego | 2014 | Soczi       | Skicross    | –              |
| 17.     | 23 lutego | 2018 | Pjongczang  | Skicross    | Kelsey Serwa   |
| 2.      | 17 lutego | 2022 | Pekin       | Skicross    | Sandra Näslund |

### Mistrzostwa świata
| Miejsce | Dzień       | Rok  | Miejscowość   | Konkurencja        | Zwyciężczyni     |
| ------- | ----------- | ---- | ------------- | ------------------ | ---------------- |
| 15.     | 4 lutego    | 2011 | Deer Valley   | Skicross           | Kelsey Serwa     |
| 2.      | 10 marca    | 2013 | Voss          | Skicross           | Fanny Smith      |
| 8.      | 25 stycznia | 2015 | Kreischberg   | Skicross           | Andrea Limbacher |
| 5.      | 18 marca    | 2017 | Sierra Nevada | Skicross           | Sandra Näslund   |
| 1.      | 2 lutego    | 2019 | Solitude      | Skicross           | –                |
| 11.     | 13 lutego   | 2021 | Idre Fjäll    | Skicross           | Sandra Näslund   |
| 4.      | 26 lutego   | 2023 | Bakuriani     | Skicross           | Sandra Näslund   |
| 2.      | 26 lutego   | 2023 | Bakuriani     | Skicross drużynowy | Szwecja          |

### Puchar Świata

#### Miejsca w klasyfikacji generalnej
- sezon 2010/2011: 50.
- sezon 2011/2012: 3.
- sezon 2012/2013: 36.
- sezon 2013/2014: 4.
- sezon 2014/2015: 34.
- sezon 2015/2016: 6.
- sezon 2016/2017: 3.
- sezon 2018/2019: 8.
- sezon 2019/2020: 6.

Od sezonu 2020/2021 klasyfikacja skicrossu zastąpiła klasyfikację generalną.
- sezon 2020/2021: 3.
- sezon 2021/2022: 3.
- sezon 2022/2023: 3.
- sezon 2023/2024: 1.
- sezon 2024/2025: 6.

#### Zwycięstwa w zawodach
1. Blue Mountain – 2 lutego 2012 (skicross)
2. Branäs – 3 marca 2012 (skicross)
3. Grindelwald – 10 marca 2012 (skicross)
4. Nakiska – 7 grudnia 2013 (skicross)
5. Val Thorens – 17 stycznia 2014 (skicross)
6. La Plagne – 23 marca 2014 (skicross)
7. Nakiska – 6 grudnia 2014 (skicross)
8. Val Thorens – 9 stycznia 2015 (skicross)
9. Val Thorens – 10 stycznia 2015 (skicross)
10. Montafon – 5 grudnia 2015 (skicross)
11. Watles – 17 stycznia 2016 (skicross)
12. Nakiska – 23 stycznia 2016 (skicross)
13. Idre – 14 lutego 2016 (skicross)
14. Val Thorens – 9 grudnia 2016 (skicross)
15. Arosa – 13 grudnia 2016 (skicross)
16. Montafon – 17 grudnia 2016 (skicross)
17. Watles – 15 stycznia 2017 (skicross)
18. Idre – 12 lutego 2017 (skicross)
19. Sołniecznaja dolina – 25 lutego 2017 (skicross)
20. Blue Mountain – 5 marca 2017 (skicross)
21. Veysonnaz – 17 marca 2019 (skicross)
22. Montafon – 14 grudnia 2019 (skicross)
23. Arosa – 17 grudnia 2019 (skicross)
24. Megève – 1 lutego 2020 (skicross)
25. Arosa – 14 grudnia 2021 (skicross)
26. Sankt Moritz – 28 stycznia 2024 (skicross)
27. Alleghe – 3 lutego 2024 (skicross)
28. Bakuriani – 10 lutego 2024 (skicross)
29. Bakuriani – 11 lutego 2024 (skicross)
30. Veysonnaz – 16 marca 2024 (skicross)
31. Idre – 23 marca 2024 (skicross)
32. Val Thorens – 12 grudnia 2024 (skicross)
33. Arosa – 17 grudnia 2024 (skicross)
34. Veysonnaz – 1 lutego 2025 (skicross)
35. Veysonnaz – 2 lutego 2025 (skicross)
36. Val di Fassa – 8 lutego 2025 (skicross)

#### Pozostałe miejsca na podium w zawodach
1. Innichen – 17 grudnia 2011 (skicross) – 3.miejsce
2. Alpe d’Huez – 11 stycznia 2012 (skicross) – 2. miejsce
3. Bischofswiesen – 26 lutego 2012 (skicross) – 3. miejsce
4. Soczi – 19 lutego 2013 (skicross) – 2. miejsce
5. Åre – 17 marca 2013 (skicross) – 2. miejsce
6. Innichen – 22 grudnia 2013 (skicross) – 2. miejsce
7. Kreischberg – 25 stycznia 2014 (skicross) – 3. miejsce
8. Åre – 15 marca 2014 (skicross) – 2. miejsce
9. Idre – 13 lutego 2016 (skicross) – 2. miejsce
10. Arosa – 4 marca 2016 (skicross) – 2. miejsce
11. Innichen – 21 grudnia 2016 (skicross) – 2. miejsce
12. Arosa – 17 grudnia 2018 (skicross) – 3. miejsce
13. Innichen – 22 grudnia 2018 (skicross) – 2. miejsce
14. Idre – 19 stycznia 2019 (skicross) – 2. miejsce
15. Blue Mountain – 26 stycznia 2019 (skicross) – 2. miejsce
16. Innichen – 22 grudnia 2019 (skicross) – 2. miejsce
17. Idre – 26 stycznia 2020 (skicross) – 3. miejsce
18. Arosa – 16 grudnia 2020 (skicross) – 2. miejsce
19. Val Thorens – 20 grudnia 2020 (skicross) – 3. miejsce
20. Val Thorens – 21 grudnia 2020 (skicross) – 3. miejsce
21. Idre – 20 stycznia 2021 (skicross) – 2. miejsce
22. Idre – 24 stycznia 2021 (skicross) – 3. miejsce
23. Val Thorens – 12 grudnia 2021 (skicross) – 3. miejsce
24. Innichen – 20 grudnia 2021 (skicross) – 3. miejsce
25. Nakiska – 15 stycznia 2022 (skicross) – 2. miejsce
26. Reiteralm – 13 marca 2022 (skicross) – 2. miejsce
27. Veysonnaz – 19 marca 2022 (skicross) – 2. miejsce
28. Val Thorens – 8 grudnia 2022 (skicross) – 2. miejsce
29. Arosa – 12 grudnia 2022 (skicross) – 2. miejsce
30. Innichen – 21 grudnia 2022 (skicross) – 3. miejsce
31. Idre – 22 stycznia 2023 (skicross) – 3. miejsce
32. Craigleith – 17 marca 2023 (skicross) – 3. miejsce
33. Craigleith – 18 marca 2023 (skicross) – 2. miejsce
34. Arosa – 12 grudnia 2023 (skicross) – 2. miejsce
35. Nakiska – 20 stycznia 2024 (skicross) – 2. miejsce
36. Val Thorens – 13 grudnia 2024 (skicross) – 3. miejsce

- W sumie (36 zwycięstw, 23 drugich i 13 trzecich miejsc).